# メディナセリ
メディナセリ（Medinaceli）は、スペイン・カスティーリャ・イ・レオン州ソリア県のムニシピオ（基礎自治体）。

## 由来
アラビア語で「サリムの都市」を意味するmadīnat Sālimに由来する。

## 歴史
ヒスパニア・キテリオールにいたケルティベリア人のベロス族の都市オクシリスがメディナセリの前身である。その後町はローマの支配下に入った。ローマ人の占領地は、オクシリスのある丘の東側にあった。ローマによるヒスパニア支配時代に、メディナセリの谷での塩の切り出しが始まった（1994年まで続いた）。この時代にメディナセリのローマ門、運河の水源が建設された。水路で運ばれたきれいな水は、ローマ人が作ったタンクに貯められていた。
中世のメディナセリは、キリスト教国とイスラーム教国家の国境地帯だった。メディナセリの迷路のような通りは、両手を広げると壁についてしまうほど狭い。
ハロン川とアルブフエロ川の合流地点にあるため、数世紀にわたってメディナセリは価値のある軍事的要所だった。一部の研究者によれば、アラブ人のシタデルで、1002年のカラタニャソルの戦いで退却してきたアルマンソルが戦死したという。同様に、スペイン独立戦争においても、フアン・ディエスはナポレオンの侵略軍を前に広場で勇敢に戦った。
1129年、アラゴン王アルフォンソ1世は、メディナセリとシグエンサを含むアルト・ハロン地方、モリナ・デ・アラゴンの飛び地を占領した。そのすぐ後、カスティーリャ王国がこれらを獲得した。
アンティグオ・レジメン崩壊後、町はカスティーリャ・ラ・ビエハ地方のムニシピオとなった。1842年の調査による人口は1,600人だった。
19世紀半ば、サリナス・デ・メディナセリが分離すると、人口の減少が始まった。20世紀後半、サリナス・デ・メディナセリを含む複数の自治体と統合し、人口が増加した。

## 人口
| メディナセリの人口推移 2000－2010                       |
|                                                         |
| 出典:INE（スペイン国立統計局）1900年 - 1991年、1996年 - |

## 環境
カンポ・タランスのムーア（湿原）は、動植物の生物多様性保護区および鳥類保護区として、EUの機関であるナトゥラ2000に登録されている。

## みどころ
- ローマ門 - スペイン国内に現存するローマ時代の門3箇所のうちの一つ。1世紀から3世紀に建造。
- 城 - アラブ時代の要塞を備える。かつてはメディナセリ伯爵家（のち公爵）が邸宅として使っていた。
- マヨール広場 - かつてのローマのフォルム跡に作られた。東側はメディナセリ公爵宮殿が接する。
- 公爵宮殿 - 16世紀のルネサンス様式。メディナセリ公爵家の紋章が正面に飾られている。19世紀の間、ほぼ廃墟のまま放置されていた。現在は修復され博物館となっている。
- サンタ・イサベル修道院 - 16世紀。サン・マルティン教会に隣接する。メディナセリに4つあった修道院のうち、唯一現在も機能している。
- サン・ロマンのベアテリオ - 現在は廃墟。かつてはシナゴーグだった。

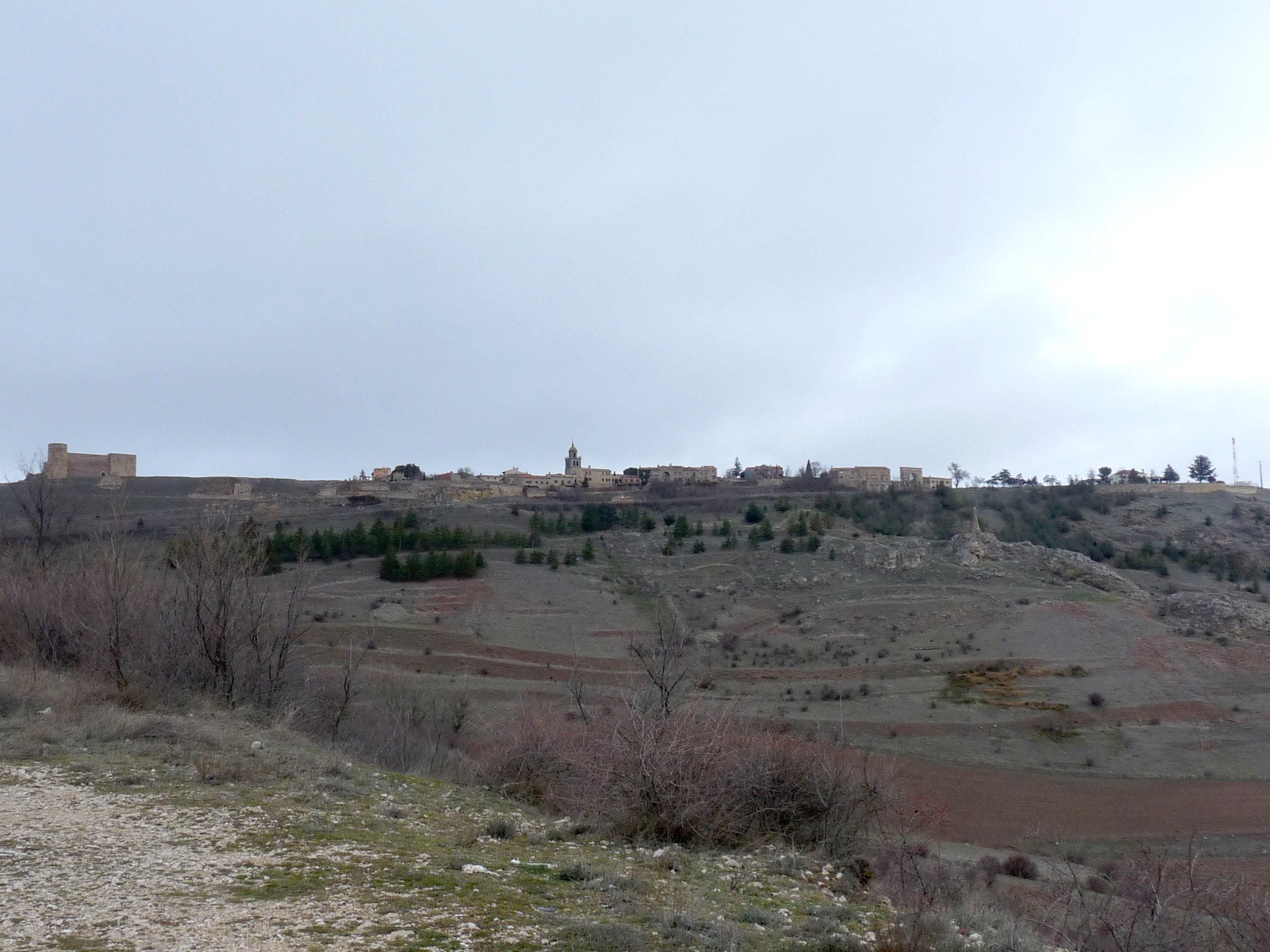
郊外から眺めたメディナセリ
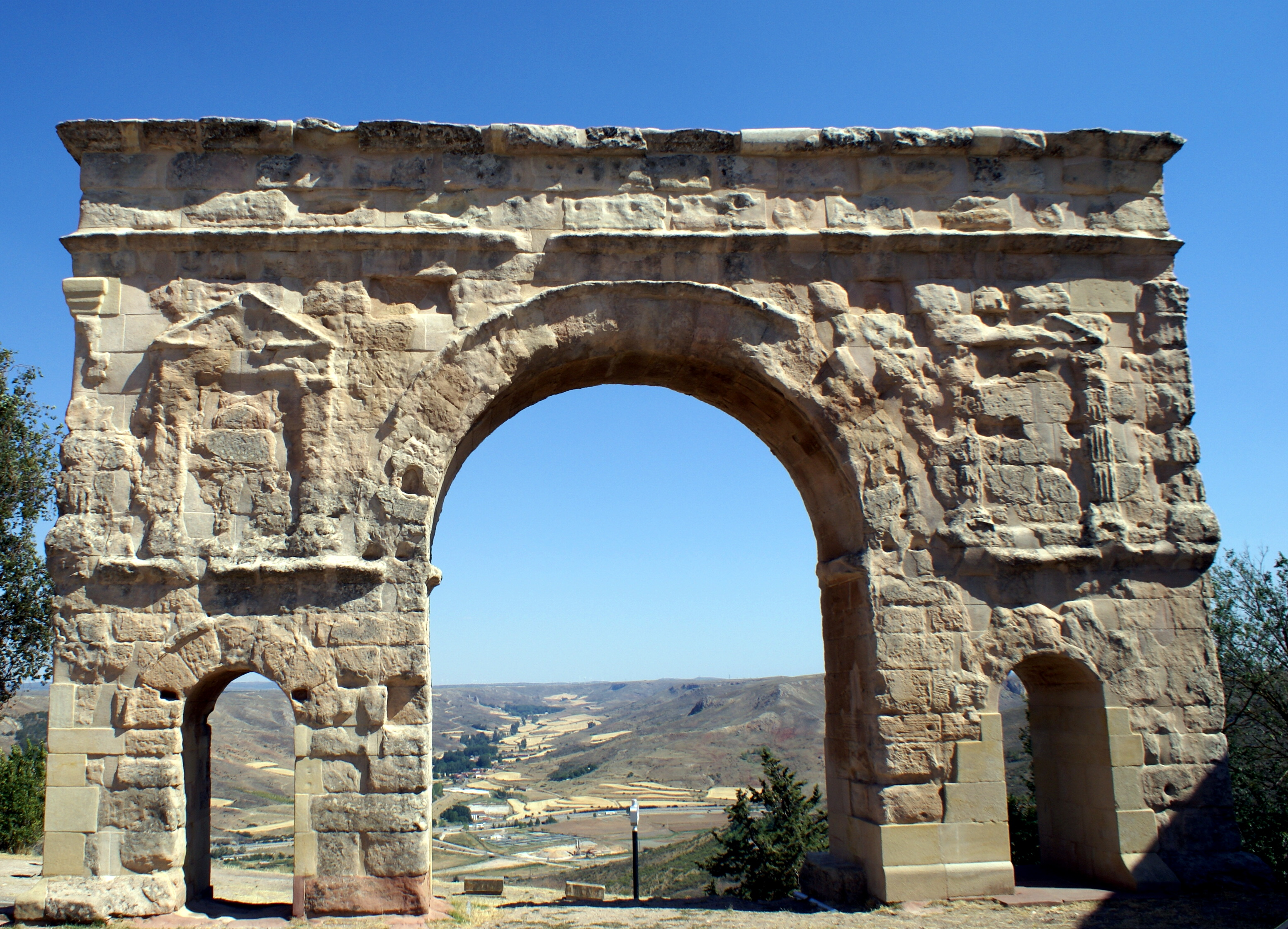
ローマ門
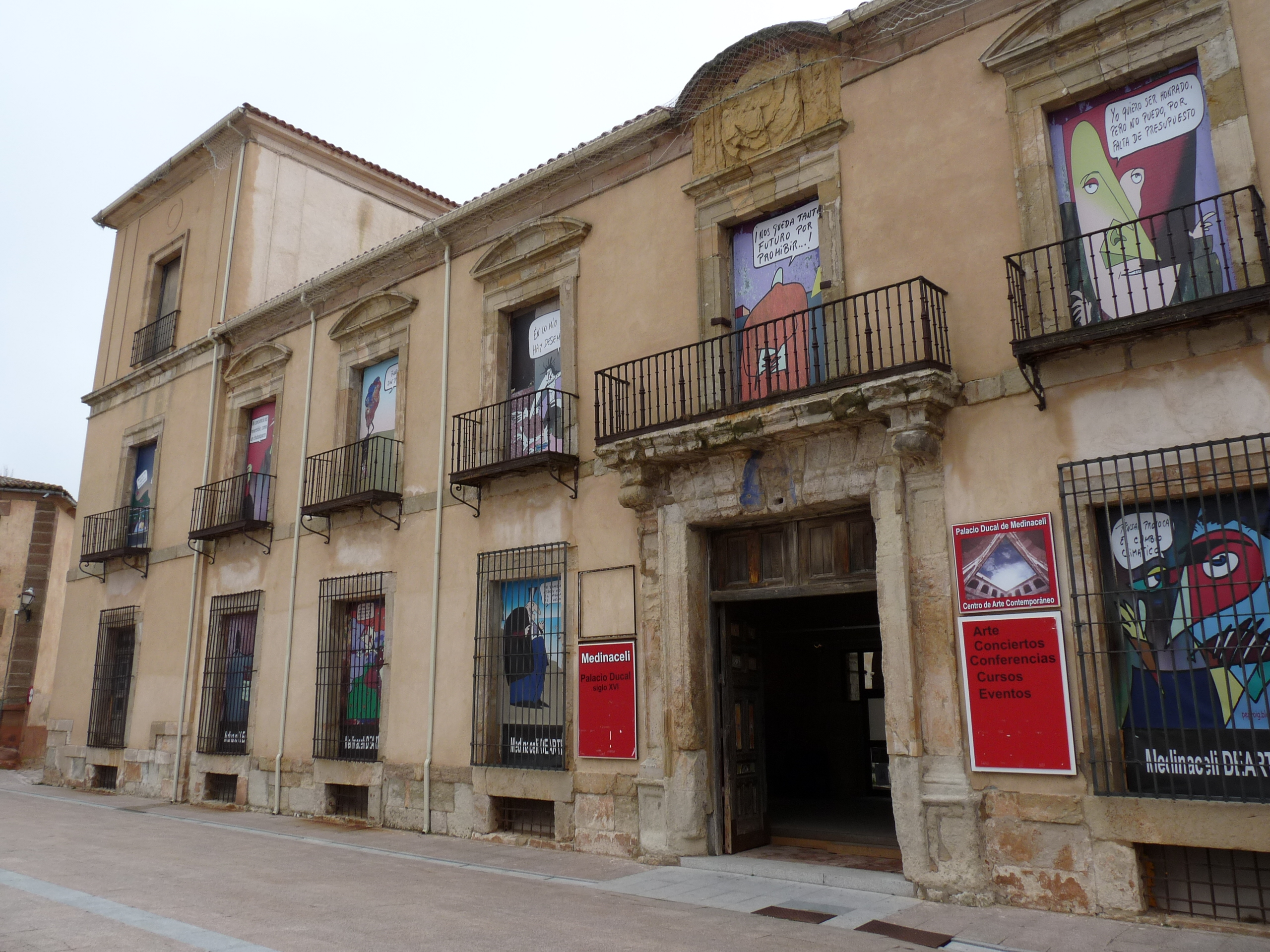
公爵宮殿
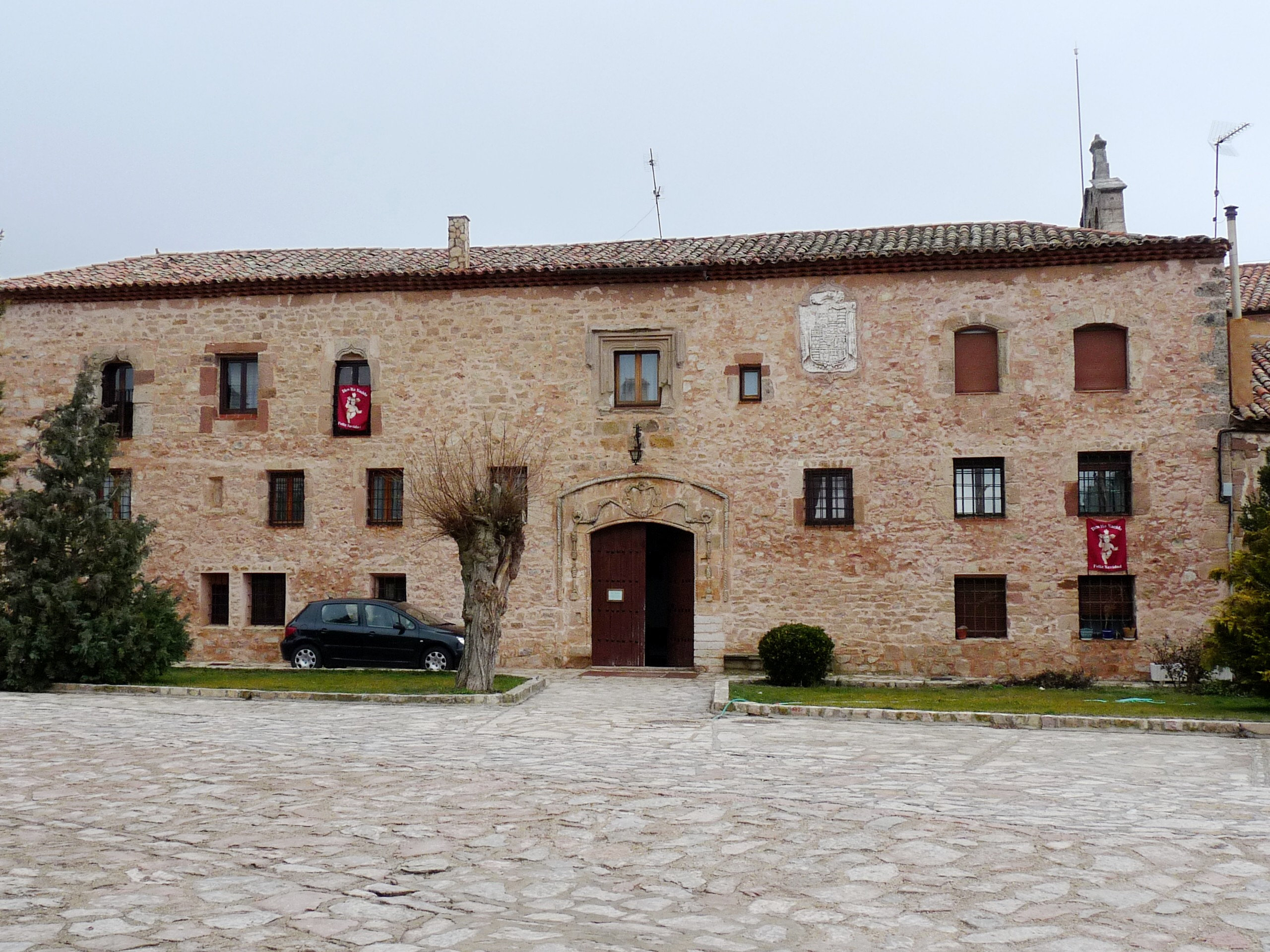
サンタ・イサベル修道院
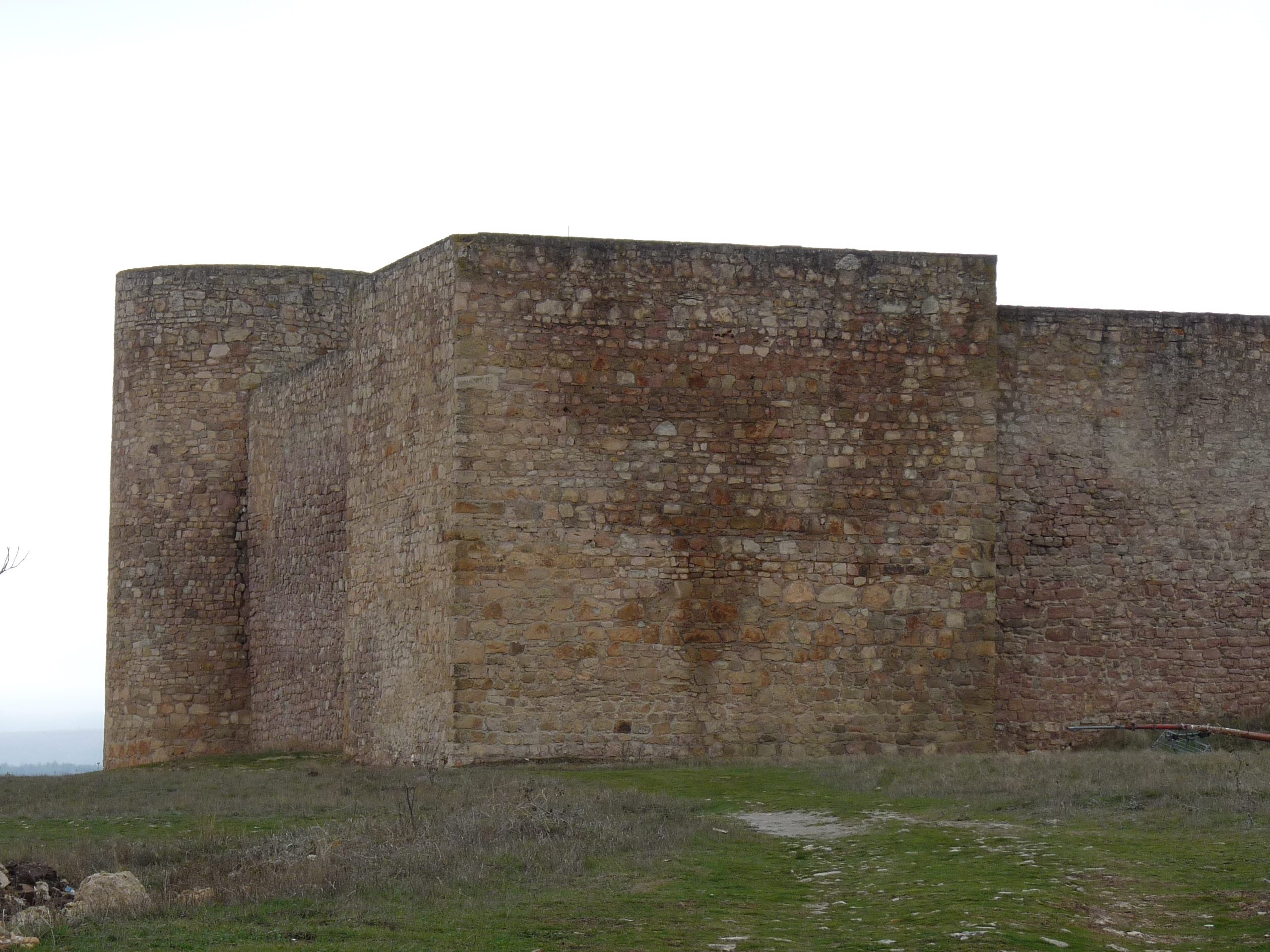
城跡